# 데일 로버트슨

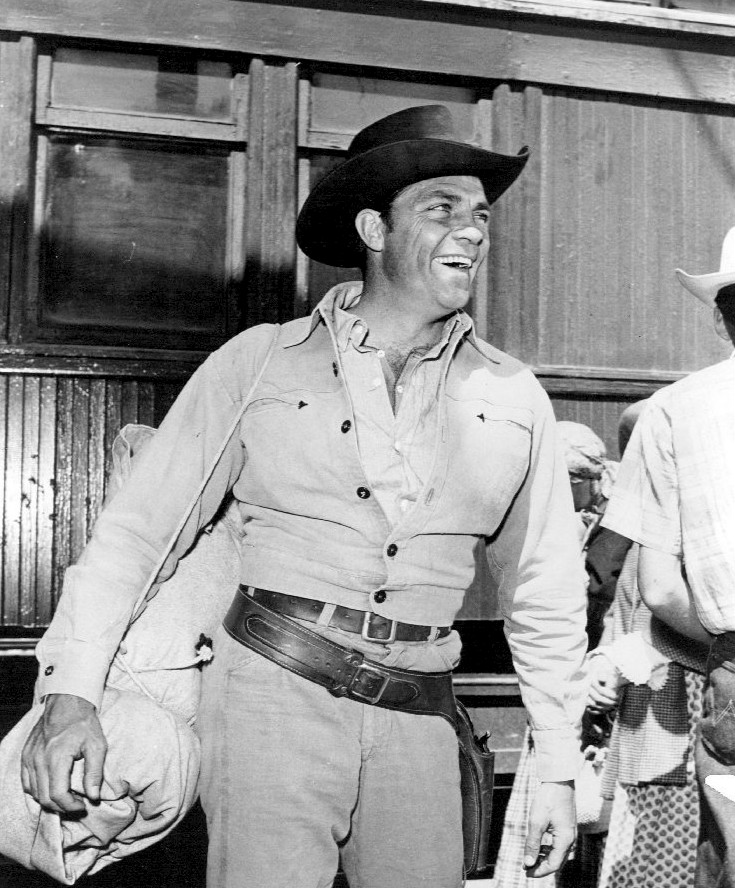

데일 로버트슨(Dale Robertson, 1923년 7월 14일 ~ 2013년 2월 27일)는 미국의 배우, 권투 선수, 텔레비전 배우, 영화배우이다.
오클라호마군에서 태어났으며 샌디에이고에서 사망하였다. 사인은 폐암이다.

## 영화
- 다이너스티 (1981년)
- 달라스 (1978년)
- 신바드의 아들  (1955년)
- 더 파머 테이크 어 와이프 (1953년)
- 오 헨리 단편집 (1952년)
- 골든 걸 (1951년)
- 서부의 두 깃발 (1950년)